# محمد عبد الوهاب (لاعب كرة قدم)
محمد عبد الوهاب لاعب خط وسط أيسر مصري بدأ مشواره مع الكرة وعمره 14 عاما بمركز شباب سنورس، وعن طريق مدربيه ذهب إلى اختبارات البراعم بالزمالك واجتازها بنجاح واستمر في التدريب مع فرق الناشئين 4 أشهر، لكن والده رفض التوقيع على استمارات القيد بالزمالك، فانتقل لمركز شباب الألمونيوم ومنه إلى الفريق الأول.
نتيجه لتألقه في صفوف الألمونيوم اختاره الكابتن حسن شحاته، المدير الفني للمنتخب الشباب عام 2003، للمشاركة في نهائيات كأس الأمم الأفريقية للشباب رقم 13 في بروكينا فاسو عام 2003، وهي البطولة التي أحرزتها مصر بعد تغلبها في النهائي المثير على كوت ديفوار 4/ 3 سجل نجمي الأهلي ومنتخب مصر أحمد فتحي وعماد متعب ثلاثة أهداف، وحسني عبد ربه هدف، وكان محمد عبد الوهاب قد سجّل هدف فوز مصر على مالي في دور الأربعة.
عبد الوهاب برز بشدة كلاعب يساري بحت، يتميز بتسديدات قوية وكرات عرضية متقنة، وهو ما كانت الكرة المصرية تفتقده في الأعوام الماضية، حتى أن حسن شحاتة المدير الفني لمنتخب الشباب دأب على إشراك اللاعب الراحل في مركز لاعب الوسط الأيسر في بداية انضمامه لمنتخب الشباب، وتألق عبد الوهاب في هذا المركز خلال كأس الأمم الأفريقية التي توجت مصر بلقبها.
ولم يكتف عبد الوهاب بالتألق فقط، فأحرز هدفا حاسما في شباك أصحاب الأرض في مباراة الدور قبل النهائي من ركلة حرة مباشرة أصبحت بعدها «ماركة مسجلة» باسم النجم الراحل حرص على التسجيل منها باستمرار.
ومن كأس الأمم الأفريقية إلى كأس العالم بالإمارات، واصل عبد الوهاب مشاركته بانتظام مع منتخب مصر، وازداد تألقا بعد أن أعاده شحاته إلى مركز الجناح الأيسر المدافع الذي يجيد فيه كثيرا.
وخلال كأس العالم، جذب عبد الوهاب أنظار نادي الظفرة الإماراتي الذي يلعب في الدرجة الثانية، وضمه من الألومنيوم لمدة أربع سنوات.
لكن عبد الوهاب لم يرتد قميص الظفرة أبدا، فالنادي الإماراتي أعاره في الموسم الأول إلى إنبي الذي كان في بداية بزوغ نجمه في الدوري الممتاز ومن ثم ضمه الإيطالي ماركو تارديللي للمنتخب الأول استعدادا لبدء تصفيات كأس العالم، ووضع عبد الوهاب بصمته في مشاركته الأولى الدولية بهدف في شباك السودان في مستهل مباريات التصفيات.
ولم يفت تألق عبد الوهاب الشديد على مسئولي الأهلي، الذين سارعوا باستعارته لمدة موسمين من الظفرة.. لكن عبد الوهاب لم يلق ذات النجاح في بدايته مع الأهلي، فلم يشارك طوال الدور الأول لموسمه الأول مع الفريق سوى في شوط واحد أمام أسمنت أسيوط وتم استبداله.
وواصل عبد الوهاب سعيه الحثيث للحصول على مكانة أساسية في الجبهة اليسرى للأهلي في ظل منافسة شرسة من لاعب بحجم الأنجولي جيلبرتو، والمثير أن اللاعب الراحل كان صاحب مكانة أساسية في تشكيلة منتخب مصر رغم عدم مشاركته مع الأهلي.
الموسم الثاني لعبد الوهاب مع الأهلي شهد دخول اللاعب في تشكيلة البرتغالي مانويل جوزيه لوقت أكبر، لكن نقطة التحول الأساسية جاءت خلال مباراة الأهلي والنجم الساحلي التونسي في نهائي دوري أبطال أفريقيا نوفمبر 2005.
دخل عبد الوهاب بديلا لجيلبرتو بعد مرور عشر دقائق فقط من البداية، واستغل اللاعب الراحل الفرصة وقدم أداء مبهرا تخلله كرة عرضية متقنة أحرز منها أسامة حسني هدفا من بين ثلاثية الأهلي يومها، ونال استحسان مدربه البرتغالي.
وحصل عبد الوهاب على فرصة أخرى ذهبية لتثبيت أقدامه مع الفريق الأهلاوى بعد إصابة جيلبرتو البالغة بينما كان اللاعب الراحل يشارك مع منتخب مصر في كأس الأمم الأفريقية.
وبات عبد الوهاب لاعبا مهما في صفوف الأهلي ومنتخب مصر لاسيما بعد مشاركته الإيجابية في فوز «الفراعنة» بكأس الأمم الأفريقية 2006، ليصبح بعدها أحد أبرز نجوم القلعة الحمراء.
وضح النضج على عبد الوهاب رغم أنه لم يكمل عامه الـ23 بعد، وقاد الجبهة اليسرى للأهلي بثبات وثقة في النصف الثاني من موسم 2005/ 2006، وكان سببا في انتصارات عديدة للفريق الأحمر محليا وأفريقيا.

## أزمته المؤقتة ما بين الأهلي والظفرة
وبعد عودته من بوركينا فاسو تعاقد مع نادي الظفرة الإماراتي لكن لم يسافر وتم إعارته إلى نادي إنبي وقبل انطلاق موسم 2004- 2005 أبدى الأهلي رغبته في ضم محمد عبد الوهاب إلى صفوفه وسافر الكابتن محمود الخطيب إلى الإمارات يوم الاثنين 31 مايو 2004 وتم الاتفاق على استعارة اللاعب للأهلي لمدة موسمين ويكون للأهلي الأولوية في شراء اللاعب إذا ما رغب النادي الإماراتي في ذلك بعد انتهاء فترة إعارته للأهلي.
وبعد انتهاء فترة إعارة محمد عبد الوهاب للأهلي في ختام موسم 2005 – 2006 تمسك نادي الظفرة الإماراتي باستعادة محمد عبد الوهاب وفي الوقت الذي نجحت فيه مساعي مسؤولي الناديين وحل هذه المشكلة.

## الوفاة
وفارق عبد الوهاب الحياة في 31 أغسطس من عام 2006، إثر أزمة قلبية أصيب بها خلال مران الأهلي، عن عمر ناهز الـ 23 عامًا.

### الإنجازات
حقق خلال مشواره القصير في الملاعب والذي نجح في الحصول على 10 بطولات منها 7 بطولات مع الأهلي وثلاث بطولات مع المنتخبات.
وتوفاه الله عام 2006 بصباح يوم 31/8/2006 باستاد مختار التتش.

### بطولاته مع النادي الأهلي
- درع الدوري موسمي 2004-2005 و 2005-2006.
- كأس السوبر المحلي في افتتاح موسمي 2005-2006 و 2006-2007.
- كأس مصر موسم 2005-2006.
- كأس دوري أبطال أفريقيا عام 2005.
- كأس السوبر الأفريقي عام 2006.

### مع المنتخب المصري
- منتخب مصر للشباب: كاس أفريقيا للشباب - بوركينا فاسو عام 2003
- منتخب مصر العسكري: كأس العالم العسكرية رقم (41) - ألمانيا 2005 (وفاز بلقب هداف البطولة برصيد 3 أهداف)
- منتخب مصر الوطني: كأس الأمم الأفريقية - مصر 2006

## مبارياته
والراحل الغالي شارك مع الأهلي في 26 مباراة للدوري منها 8 مباريات موسم 2004-2005 و 18 مباراة موسم 2005-2006 فاز الأهلي في 25 مباراة منها وتعادل في واحدة أمام الزمالك يوم 4 مارس 2006 وسجل عبد الوهاب 3 أهداف مع الأهلي أولها في مرمى الكروم في الإسكندرية يوم 18 فبراير 2006 وفاز الأهلي 3-صفر والثاني في مرمى إنبي يوم 9 مارس 2006 والثالث في مرمى الإسماعيلي يوم 22 مايو 2006 بالإسماعيلية وفاز الأهلي 4-صفر..
وفي كأس مصر ساهم محمد عبد الوهاب في فوز الأهلي بالكأس موسم 2005-2006 وسجّل هدفين الأول في مرمى إسمنت السويس في دور الـ 8 وفاز الأهلي 3-صفر والثاني في مرمى حرس الحدود في دور الـ 4 وفاز الأهلي 1-صفر وشارك محمد عبد الوهاب في جميع مباريات البطولة الخمس..
وفي دوري أبطال أفريقيا شارك محمد عبد الوهاب في 9 مباريات وسجل هدفاً في مرمى توسكر الكيني في إياب دور الـ 32 بالقاهرة يوم الجمعة 31 مارس 2006 وفاز الأهلي 3-صفر كما شارك في مباراة السوبر الأفريقية التي فاز بها الأهلي عام 2006..

## روابط خارجية
- محمد عبد الوهاب على موقع الاتحاد الدولي (مؤرشف)  (الإنجليزية)
- محمد عبد الوهاب على موقع قاعدة بيانات كرة القدم.إي يو (الإنجليزية)
- محمد عبد الوهاب على موقع ناشيونال فوتبول تيمز (الإنجليزية)